# 케이터햄 자동차

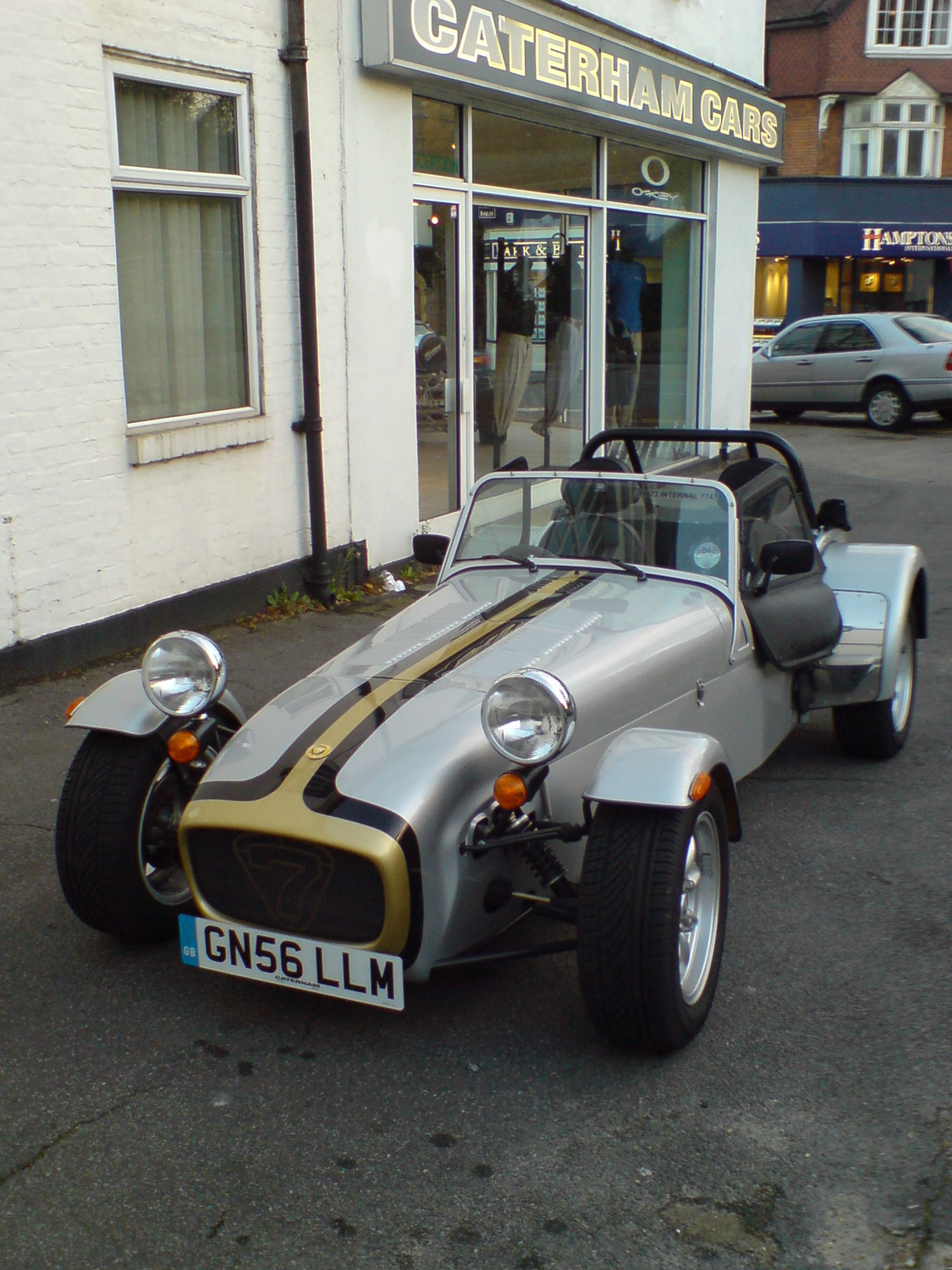
케이터햄 7 로드스포츠

케이터햄 자동차(Caterham Cars)는 웨스트서식스주 크롤리에 본사를 둔, 서리주 케이터햄에 설립된 영국의 특수 경량 스포츠카 제조업체이다. 현재 모델 케이터햄 7(세븐)은 1973년 처음 출시되었으며 콜린 채프먼이 설계한 시리즈 3 로터스 세븐의 개량판이다. 1990년대에 이 기업은 MGF와 로터스 엘리세를 대신하는 케이터햄 21이라는 2좌석 소프트톱 카를 제작했다.

## 역사

### 로터스 기원
콜린 채프먼의 로터스 자동차는 시리즈 1 로터스 세븐을 1957년 런칭했다. 저예산의 경량의 스포츠카로서 애호가들에게 즉각 환영을 받으며 성공적인 레이스카가 되었다. 개정된 시리즈 2, 시리즈 3, 시리즈 4 버전이 1960년, 1968년, 1970년에 각각 런칭하였다.
케이터햄 자동차는 1960년대 동안 주요 로터스 7 딜러였으며, 로터스가 모델 중단 계획을 발표한 이후 설립자 Graham Nearn은 1973년에 채프먼으로부터 세븐 디자인의 제조를 계속할 권리를 사들였다.